# Accord d'Édimbourg (2012)
Pour les articles homonymes, voir Accord d'Édimbourg.

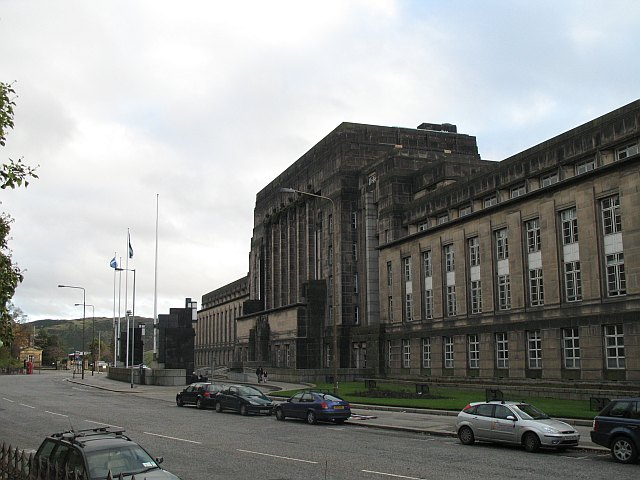
Façade nord de St Andrew's House.

L’accord d'Édimbourg (en anglais : Edinburgh Agreement, officiellement Agreement between the United Kingdom Government and the Scottish Government on a referendum on independence for Scotland) est un accord entre le Gouvernement écossais et le Gouvernement du Royaume-Uni, signé le 15 octobre 2012 par David Cameron, Michael Moore, Alex Salmond et Nicola Sturgeon à St Andrew's House (siège du gouvernement écossais) à Édimbourg, dans les termes d'un référendum sur l'indépendance de l'Écosse.
Les deux gouvernements sont convenus que le référendum devrait :
- avoir une base juridique claire ;
- être légiféré par le Parlement écossais ;
- être menée de manière à susciter la confiance des parlements, des gouvernements et des personnes ;
- offrir un essai juste et une expression décisive de l'opinion des gens en Écosse et un résultat que tout le monde respectera.

Les gouvernements sont convenus de promouvoir un décret en vertu de l'article 30 du Scotland Act 1998 pour permettre une seule question de référendum sur l'indépendance écossaise, qui se tiendra avant la fin 2014 afin de mettre hors de doute que le Parlement écossais peut légiférer pour le référendum. 
Le statut juridique de l'accord est un sujet de discussion académique.